# ドルニエ Do H
ドルニエ Do H
アメリカ海軍によりテストされるWP-1（1923年頃）
- 用途：戦闘機
- 設計者：クラウディウス・ドルニエ
- 製造者：ドルニエ
- 運用者：アメリカ海軍
- 初飛行：1922年 11月1日
- 生産数：5機[1]

ドルニエ Do H ファルケ（Dornier Do H Falke）は、クラウディウス・ドルニエにより設計されドルニエ社で製造されたドイツの単座戦闘機である。当時としては先進的な設計であり、ライト WP-1（Wright WP-1）としてアメリカ海軍で評価試験にかけられたが量産はされなかった。

## 開発
ドルニエ社は1920年代初めに前大戦時のツェッペリン＝リンダウ D.Iに似た設計を基にした試作戦闘機の設計を開始した。本機は主翼が胴体の上の4本の短い支柱の上に据えられており、平凡な片持ち式水平尾翼と固定式の尾橇型降着装置を持つ全金属製の片持ち式高翼単葉機であった。パイロットは主翼後縁の後ろにある開放式コックピットに座り、機首にイスパノ・スイザ製エンジンを搭載していた。ドイツでの軍用機の製造規制を回避するために、2機がドルニエ社のスイスにある子会社で、3機がイタリアのS.D.C.M.P.で製造された。1922年11月1日に初飛行を行ったが、量産には入れなかった。「ファルケ」の中の1機は1923年に261 kW (350 hp) のBMW IVa V型12気筒エンジンを搭載した水上機の「ドルニエ ゼーファルケ」（Dornier Seefalke）に改装された。
1機のファルケは、エンジンを自社でライセンス生産したWright-Hisso H-3エンジンに換装したライト・エアロノーティカル社の手によりアメリカ合衆国へ持ち込まれ、「ライト WP-1」としてアメリカ海軍により評価された。性能は良好であったが、海軍の要求に対して単葉戦闘機は先進的すぎると判断された。

## 運用
アメリカ
- アメリカ海軍

## 要目 （ドルニエ＝ライト WP-1）
出典: The Illustrated Encyclopedia of Aircraft (Part Work 1982-1985), 1985, Orbis Publishing, Page 1480
諸元
- 乗員: 1
- 全長: 7.43 m （24 ft 4⅓ in）
- 全高: 2.66 m （8 ft 8¾ in）
- 翼幅: 10 m（32 ft 9¾ in）
- 翼面積: 20 m2 （215.29 ft2）
- 空虚重量: 825 kg （1,819 lb）
- 運用時重量: 1,213 kg （2,674 lb）
- 動力: Wright-Hisso H-3 液冷 V型8気筒エンジン、239 kW （320 hp）   × 1

性能
- 最大速度: 261 km/h  162 mph
- 航続距離: 350 km  217 miles